# SUPER JUNIOR YESUNG LIVE TOUR ~너라는 벚꽃잎이 내 마음에 내려앉았다~
《SUPER JUNIOR YESUNG LIVE TOUR  ~너라는 벚꽃잎이 내 마음에 내려앉았다~》는 슈퍼주니어의 멤버 예성의 네 번째 일본 전국 콘서트 투어이다.

## 개요
2023년 3월 10일, 예성의 네 번째 라이브 투어 개최를 발표하였고 뒤이어 3월 25일과 4월 3일 두 차레에 걸쳐 팬클럽 선행 예매가, 4월 11일에는 뮤모티켓을 통한 일반 예매가 실시되었다.

## 투어 일정
| 일정            | 도시   | 장소                    | 관객 동원     |
| --------------- | ------ | ----------------------- | ------------- |
| 2023년 6월 4일  | 대판   | 오릭스 극장             | 2,400명       |
| 2023년 6월 17일 | 지바현 | 마쿠하리 멧세 이벤트 홀 | 통산 12,000명 |
| 2023년 6월 18일 | 지바현 | 마쿠하리 멧세 이벤트 홀 | 통산 12,000명 |
| 2023년 7월 17일 | 대판   | 오릭스 극장             | 2,400명       |

## 세트 리스트
- Opening VCR -
- Small Things
- Because I Love You ~大切な絆~ (소중한 인연)
- 4 Seasons
- 僕は変わらず君へと向かう (나는 변함없이 너에게 향해)

- VCR #2 -
- Floral Sense
- Let Me Kiss

- Ment -
- 이렇게 우리는 (Like Us)
- 달의 노래 (My Dear)

- VCR #3 -
- 束の間の恋 (한 순간의 사랑)
- 그냥 오면 돼 (Every Day, Wait For Us)
- 바람결에 날려 보아요 (A Letter in The Wind)
- Corazón Perdido (Lost Heart)

- VCR #4 -
- Make it Summer
- Bear Hug
- エピローグ (에필로그)

- Ment -
- C.h.a.o.s.m.y.t.h.

- Encore -
- Splash
- 우리의 시간 (Together)

- Ment -
- 환상 (Mermaid)

- Ending -

## 취소된 일정
| 일정           | 도시 | 장소        | 비고                                          |
| -------------- | ---- | ----------- | --------------------------------------------- |
| 2023년 6월 3일 | 대판 | 오릭스 극장 | 태풍 2호의 영향으로 인한 공연 장비 수송 지연. |

## 제작
- 기획·제작 : 에이벡스 엔터테인먼트, 스트림 미디어 코퍼레이션
- 총연출 : 오오쿠보 마사오